# Papurana
Papurana is een geslacht van kikkers uit de familie echte kikkers (Ranidae). De groep werd voor het eerst wetenschappelijk beschreven door Alain Dubois in 1992.

## Verspreiding
De verschillende soorten komen voor in delen van Australië en Nieuw-Guinea.

## Taxonomie
Er zijn tegenwoordig zestien vertegenwoordigers van het geslacht Papurana. Veel soorten behoorden eerder tot andere geslachten zoals Hydrophylax en Hylarana, en zijn in veel literatuur onder deze verouderde namen bekend.
Geslacht Papurana
- Soort Papurana arfaki
- Soort Papurana aurata
- Soort Papurana daemeli
- Soort Papurana elberti
- Soort Papurana florensis
- Soort Papurana garritor
- Soort Papurana grisea
- Soort Papurana jimiensis
- Soort Papurana kreffti
- Soort Papurana milneana
- Soort Papurana moluccana
- Soort Papurana novaeguineae
- Soort Papurana papua
- Soort Papurana supragrisea
- Soort Papurana volkerjane
- Soort Papurana waliesa